# Psylliodes wachsmanni
Psylliodes wachsmanni is een keversoort uit de familie bladkevers (Chrysomelidae). De wetenschappelijke naam van de soort werd in 1903 gepubliceerd door Csiki.